# Palena (provincie)
Palena is een provincie van Chili in de regio Los Lagos. De provincie telde 18.349 inwoners in 2017 en heeft een oppervlakte van 15.302 km². Hoofdstad is Chaitén.

## Gemeenten
Palena is verdeeld in vier gemeenten:
- Chaitén
- Futaleufú
- Hualaihué
- Palena